# جاسون فوكس
جاسون فوكس (بالإنجليزية: Jason Fuchs)‏ (و. 1986 – م) هو ممثل، وكاتب سيناريو، ومنتج أفلام، وممثل تلفزيوني من الولايات المتحدة الأمريكية . ولد في مدينة نيويورك .

## التعليم
تعلم في جامعة كولومبيا

## روابط خارجية
- جاسون فوكس على موقع IMDb (الإنجليزية)
- جاسون فوكس على موقع ألو سيني (الفرنسية)
- جاسون فوكس على موقع أول موفي (الإنجليزية)
- جاسون فوكس على موقع قاعدة بيانات الأفلام السويدية (السويدية)
- جاسون فوكس على موقع قاعدة بيانات الفيلم (الإنجليزية)
- جاسون فوكس على موقع كينوبويسك (الروسية)